# Say Yes
"Say Yes" is een nummer van de Amerikaanse singer-songwriter Elliott Smith. Het nummer werd uitgebracht als de twaalfde en laatste track op zijn album Either/Or uit 1997.

## Achtergrond
Say Yes is geschreven en geproduceerd door Elliott Smith zelf. Het nummer behaalde geen hitlijsten, maar vergaarde bekendheid nadat het op de soundtrack van de film Good Will Hunting voorkwam samen met vijf andere nummers van Smith. Smith zei dat het liefdesliedje geschreven was met een zeker iemand in gedachten, wat hij bij andere nummers over het algemeen nooit deed. De titel van het nummer werd gebruikt in de titel van een tribuutalbum voor Elliott Smith in 2016; Say Yes! A Tribute to Elliott Smith.  Het nummer is ook gebruikt in de film American Pie Presents: The Book of Love.